# Kapfenberg
Kapfenberg je rakouské město v okrese Bruck-Mürzzuschlag ve spolkové zemi Štýrsko. Leží na řece Mürz, v nadmořské výšce 502 m, 59 km severně od Štýrského Hradce. Žije zde přibližně 23 tisíc obyvatel. Je třetím největším městem Štýrska.

## Politika

### Starostové od roku 1850
| Doba v úřadě | Jméno                   |
| ------------ | ----------------------- |
| 1850–1863    | Wolfgang von Stubenberg |
| 1864–1870    | Wenzel Morawetz         |
| 1871–1873    | Johann Noringbauer      |
| 1873–1895    | Gottfried Göschl        |
| 1895–1898    | Vinzenz Capra           |
| 1898–1905    | Peter Steingruber       |
| 1905–1918    | Vinzenz Capra           |
| 1919–1924    | Josef Sperl             |
| 1924–1933    | Josef Schweighardt      |
| 1933–1934    | Alois Lafer             |
| 1934–1936    | Franz Nestroy           |
| 1936–1938    | Franz Stindl            |
| 1938–1944    | Otto Dietrich           |

| Doba v úřadě | Jméno                 |
| ------------ | --------------------- |
| 1944–1945    | Helmut Meyer          |
| 1945         | Ludwig Scheer         |
| 1945–1948    | Adolf Paar            |
| 1948–1949    | Alfred Mikesch        |
| 1949–1962    | Heinrich Scheibengraf |
| 1963–1987    | Franz Fekete          |
| 1987–1999    | Klaus Prieschl        |
| 1999–2005    | Manfred Wegscheider   |
| 2005–2012    | Brigitte Schwarz      |
| 2012–2014    | Manfred Wegscheider   |
| 2015         | Regierungskommissär   |
| 2015–2017    | Manfred Wegscheider   |
| 2017–2024    | Friedrich Kratzer     |
| 2024–        | Matthäus Bachernegg   |

## Osobnosti města
Rodáci
- Michael Scharang (* 1941), spisovatel
- Peter Pilz (* 1954), politik
- Melitta Brezniková (* 1961), spisovatelka

## Partnerská města
- Frechen, Severní Porýní-Vestfálsko, Německo, 1957